# Emeryk Derencsényi
Emeryk Derencsényi (węg. Derencsényi Imre, chorw. Mirko Derenčin) (zm. 1493) – ban Dalmacji, Chorwacji i Slawonii.
9 września 1493 został pokonany przez Turków w bitwie pod Udbiną nad potokiem Krbavą (na Krbavskim Polu). W bitwie zginęli brat i syn Emeryka, on sam zaś dostał się do niewoli.
Został później zesłany na wyspę, gdzie zmarł po kilku miesiącach.
Był żonaty z Urszulą Zapolya, córką Władysława, pana Solymos. Z tego małżeństwa pochodzili synowie Paweł i Jerzy.